# Marc Baumgartner
Marc Baumgartner (Berna, 4 de marzo de 1971) fue un jugador de balonmano suizo que jugó de lateral izquierdo. Su último equipo fue el BSV Bern Muri.
Fue un componente de la Selección de balonmano de Suiza con la que jugó 169 partidos. Además, es el máximo goleador histórico de su selección con la que hizo 1093 goles.
Baumgartner fue el máximo goleador del Campeonato Mundial de Balonmano Masculino de 1993 con 41 goles empatado con Yoon Kyung-shin y József Éles. También disputó los Juegos Olímpicos de Atlanta 1996.

## Palmarés

### TBV Lemgo
- Recopa de Europa de Balonmano (1): 1996
- Liga de Alemania de balonmano (2): 1997, 2003
- Copa de Alemania de balonmano (3): 1995, 1997, 2002

## Clubes
- BSV Bern Muri (1987-1994)
- TBV Lemgo (1994-1998)
- Pfadi Winterthur (1998-2000)
- TBV Lemgo (2000-2005)
- BSV Bern Muri (2005-2006)